# Benetton B199
Benetton B199 je Benettonov dirkalnik Formule 1, ki je bil v uporabi v sezoni 1999, ko sta z njim dirkala Giancarlo Fisichella in Alexander Wurz. Fisichella je dosegel edino uvrstitvo dirkalnika B199 na stopničke z drugim mestom na Velike nagradi Kanade. Moštvo je konstruktorsko prvenstvo končalo na petem mestu z le šestnajstimi točkami, na zadnjih sedmih dirkah dirkačema ob stalnem boju s pomanjkanjem mehanskega oprijema ni uspelo osvojiti niti točke.

## Popolni rezultati Formule 1
(legenda) (odebeljene dirke pomenijo najboljši štartni položaj, poševne pa najhitrejši krog)
| Leto | Moštvo   | Motor             | Gume | Dirkači              | 1   | 2   | 3   | 4   | 5   | 6   | 7   | 8  | 9   | 10  | 11  | 12  | 13  | 14  | 15  | 16  | Toč | Prv |
| ---- | -------- | ----------------- | ---- | -------------------- | --- | --- | --- | --- | --- | --- | --- | -- | --- | --- | --- | --- | --- | --- | --- | --- | --- | --- |
| 1999 | Benetton | Playlife FB01 V10 | B    |                      | AVS | BRA | SMR | MON | ŠPA | KAN | FRA | VB | AVT | NEM | MAD | BEL | ITA | EU  | MAL | JAP | 16  | 6.  |
| 1999 | Benetton | Playlife FB01 V10 | B    | Giancarlo Fisichella | 4   | Ret | 5   | 5   | 9   | 2   | Ret | 7  | 12  | Ret | Ret | 11  | Ret | Ret | 11  | 14  | 16  | 6.  |
| 1999 | Benetton | Playlife FB01 V10 | B    | Alexander Wurz       | Ret | 7   | Ret | 6   | 10  | Ret | Ret | 10 | 5   | 7   | 7   | 14  | Ret | Ret | 8   | 10  | 16  | 6.  |